# 會川昇
會川 昇（あいかわ しょう、本名：会川昇〈あいかわ のぼる〉、1965年〈昭和40年〉8月9日 - ）は、日本の脚本家、ライター。東京都出身。早稲田高等学校卒業。師匠は作家の長坂秀佳。

## 経歴・人物
主にアニメや特撮の脚本を手がける。1992年までは会川昇名義で書いており、三陽五郎や伊坂秀樹、葉月九ロウ、小山田風狂子などのペンネームを持つ。
高校時代に、アニメ『亜空大作戦スラングル』第29話「魔のミュータント部隊」でデビュー。それ以前から雑誌ライターとしても活動し、アニメ雑誌『アニメック』などに基騒などのペンネームで寄稿している。特撮雑誌『宇宙船』では旧作指向だった誌面の中で積極的に新作を紹介し、ホビー誌『B-CLUB』では創刊以来2年近く編集に参加した。『Ζガンダムを10倍楽しむ本』、上原正三や長坂秀佳の脚本集を編むなど、編集者としても活躍した。長坂とは師弟関係を結んでおり、自身が結婚する際には仲人を長坂夫妻に依頼している。1980年代中盤から脚本専業となり、OVAで数多くの作品を執筆した。
メインライターとしては『鋼の錬金術師』『十二国記』などを手がけている。
メタルヒーローシリーズ・ウルトラシリーズ・スーパー戦隊シリーズ・仮面ライダーシリーズと、日本の特撮4大シリーズすべてに参加している。2006年には『轟轟戦隊ボウケンジャー』にメインライターとして参加し、全49話中23本を執筆した。2009年には『仮面ライダーディケイド』にメインライターとして参加したが1クール（第13話「覚醒魂のトルネード」）終了時点で降板し、「とても悲しいことがあって、『ディケイド』を1クールで離れてしまったので、今完全に失業中です。企画もなにもやってないので、申請すれば失業保険がもらえるんじゃないかな（笑）」とコメントしている。2013年には『仮面ライダーウィザード』で4年ぶりに東映特撮に復帰した。担当話はディケイドが客演するだけでなく、主人公のウィザードと素顔でも対面して共に重要な役回りを担う、特別編であった。
ブランクの後、2010年の『テガミバチ REVERSE』（脚本）を経て、翌2011年10月の『UN-GO』（ストーリー及び全話脚本）で完全復帰した。
ラジオ番組にも多数出演しており、『波乗り!アニメジャーナル』のパーソナリティを務めていた頃は、スポンサー企業関連作品に対しても容赦のないアニメ評論を行っていた。

## エピソード
メタフィクション構造を取り入れた作品を得意としており、會川自身「メタ的な要素がないと筆がノらない」と述べている。
活動初期は、アニメ・特撮ファンとしての基質がOVAでは役に立っていたが、一般向けのテレビ番組では未熟さを露呈することが多かったという。その後、シリーズ構成として『ウルトラマンG』と『THE八犬伝』を手がけたことでマニア向けの作品からは一旦手を引き、『機動戦艦ナデシコ』の頃には自身のオタク性と脚本家としての技術を両立させることができるようになったという。
2008年のインタビューでは、京都にあこがれを持っており自作で舞台にするのが念願だったが、同年公開の劇場版『炎神戦隊ゴーオンジャー』でようやく実現したと語る。また、東映特撮の監督である長石多可男への敬愛の念も吐露しており、彼の仕事ぶりを見て「（戦隊シリーズを）もっと面白くしなきゃいけないと、決意を新たにしました」と話していた。
漢字の読みだけで名を知った者からは同音異字の哀川翔と間違われることが稀にあり、月刊誌『アニメV』に勘違いを告白する読者投稿が掲載されたこともある。
東映でスーパー戦隊シリーズの選曲などを担当している宮葉勝行は、同人時代の仲間の1人である。
映画秘宝とオトナアニメの特別雑誌のアンケートによれば、ロバート・アルドリッチの『ヴェラクルス』やロバート・アルトマンの『ギャンブラー』、サミュエル・フラーの『アリゾナのバロン』やキム・ギドクの『サマリア』、サム・ペキンパーの『ビリー・ザ・キッド/21才の生涯』をベスト10に入れている。

## 受賞歴
- 2004年3月：テレビアニメ『鋼の錬金術師』により東京アニメアワード2004個人部門・脚本賞受賞[9]

## 作品

### 脚本
1983年
- 亜空大作戦スラングル（脚本）

1986年
- 時空戦士スピルバン（脚本）

1987年
- 特捜最前線（第501話「殺人警察犬MAX」原案）
- ミスター味っ子（脚本）
- 破邪大星ダンガイオー（脚本）
- 超神伝説うろつき童子（脚本）
- 大魔獣激闘 鋼の鬼（原案・脚本）
- 戦国奇譚妖刀伝（脚本）

1988年
- 竜世紀（構成・脚本）
- 吸血姫美夕（脚本）
- 超音戦士ボーグマン（脚本）
- 冥王計画ゼオライマー（脚本）
- 燃える!お兄さん（脚本）
- 孔雀王 鬼還祭（脚本）

1989年
- エンゼルコップ（第1話脚本）
- 虚無戦史MIROKU（脚本）
- 昆虫物語 みなしごハッチ（脚本）
- 獣神ライガー（脚本）
- ドッグソルジャー DOG SOLDIER:SHADOWS OF THE PAST（脚本）
- 魔龍戦紀（脚本）
- 妖魔（脚本）

1990年
- A.D.POLICE（脚本）
- ウルトラマングレート（構成・脚本原案・日本語訳）
- 魔獣戦線（構成・脚本）

1991年
- THE 八犬伝（企画・構成・脚本）

1993年
- THE 八犬伝 - 〜新章〜（脚本）
- ジェノサイバー 虚界の魔獣（脚本）
- 疾風!アイアンリーガー（脚本）

1994年
- 勇者警察ジェイデッカー（脚本）
- ぼくのマリー（協力）
- 影武者徳川家康（脚本）
- 疾風!アイアンリーガー 銀光の旗の下に（シリーズ構成・脚本）

1995年
- きまぐれオレンジロードOriginal（脚本・マスターの声）
- 獣戦士ガルキーバ（脚本）
- 爆れつハンター（脚本）

1996年
- 機動戦艦ナデシコ（ストーリーエディター・脚本）

1998年
- 南海奇皇（原作・脚本）

2000年
- ラブひな（シリーズ構成・脚本）
- 機巧奇傳ヒヲウ戦記（原作・脚本）

2001年
- シャーマンキング（脚本）

2002年
- ラーゼフォン（脚本）
- SAMURAI DEEPER KYO（シリーズ構成・脚本）
- 奇鋼仙女ロウラン（原案・ストーリーエディター・脚本）
- 十二国記（脚色）

2003年
- 爆竜戦隊アバレンジャー（脚本）
- GAD GUARD（ストーリーエディター・脚本）
- 鋼の錬金術師（ストーリーエディター・脚本）

2004年
- 仮面ライダー剣（脚本）

2005年
- 奥さまは魔法少女（企画協力）
- エレメンタル ジェレイド（脚本）
- 劇場版 鋼の錬金術師 シャンバラを征く者（ストーリー・脚本）
- ブラック・ジャック（脚本）

2006年
- 轟轟戦隊ボウケンジャー（メインライター・脚本）
- 轟轟戦隊ボウケンジャー THE MOVIE 最強のプレシャス（脚本）
- シムーン（原作・脚本）
- 天保異聞 妖奇士（原作・脚本）

2007年
- 大江戸ロケット（戯作頭取）
- 獣拳戦隊ゲキレンジャー（脚本）

2008年
- L change the WorLd（脚本協力）
- 屍姫 赫（ストーリーエディター・脚本）
- 炎神戦隊ゴーオンジャー（脚本）
- 炎神戦隊ゴーオンジャー BUNBUN!BANBAN!劇場BANG!!（脚本）
- 炎神戦隊ゴーオンジャー BONBON!BONBON!ネットでBONG!!（脚本）

2009年
- 屍姫 玄（ストーリーエディター・脚本）
- 仮面ライダーディケイド（メインライター・脚本）
- 十二国記（ミニドラマCD脚本：TVシリーズBD-BOX特典）

2010年
- テガミバチ REVERSE（脚本）

2011年
- UN-GO（ストーリー・脚本）

2012年
- エウレカセブンAO（ストーリーエディター・脚本）

2013年
- ふたりはミルキィホームズ（脚本）
- 仮面ライダーウィザード（脚本）

2014年
- フューチャーカード バディファイト（脚本）
- 烈車戦隊トッキュウジャー（脚本）
- 戦艦大和のカレイライス（脚本） 

2015年
- 行って帰ってきた烈車戦隊トッキュウジャー 夢の超トッキュウ7号（脚本）
- ケイオスドラゴン 赤竜戦役（シリーズ構成補・脚本）
- コンクリート・レボルティオ〜超人幻想〜（原作・脚本）
- 牙狼 -紅蓮ノ月-（シリーズ構成・脚本）

2016年
- コンクリート・レボルティオ〜超人幻想〜THE LAST SONG（原作・脚本）

2018年
- 真夜中のスーパーカー（脚本） 
- 炎神戦隊ゴーオンジャー 10 YEARS GRANDPRIX（脚本）

2019年
- カードファイト!! ヴァンガード（脚本）

2020年
- カードファイト!! ヴァンガード外伝 イフ-if-（脚本）

### 脚本集
- 十二国記 アニメ脚本集 (1) - (5)（2002年 - 2004年、講談社X文庫ホワイトハート）
- TVアニメ 鋼の錬金術師 シナリオブック Vol.1 - 4（2004年 - 2005年、スクウェア・エニックス）
- 劇場版 鋼の錬金術師 シャンバラを征く者 シナリオブック（2005年、スクウェア・エニックス）
- ANIMESTYLE ARCHIVE　UN-GO 會川昇脚本集（2012年、スタイル）

### オーディオドラマ
主な作品
- エイリアンシリーズ エイリアン秘宝街 エイリアン怪猫伝 (朝日ソノラマ) (1987-1989年)
- 吸血鬼ハンターD シリーズ D-妖殺行 D-北海魔行 (1) - (3) (1988年 - 1990年、朝日ソノラマ)
- 戦国奇譚妖刀伝
- 戦え！イクサー1 黄金の戦士 (1990年)
- 冒険イクサー３ (１) − (３) (1988年)
- 聖闘士星矢 十二宮篇 (１) - (２)
- 逆宇宙ハンターズ 魔境の幻影
- 薔薇のストレンジャー
- 破邪大星ダンガイオー
- 東京バッドボーイズ
- 魁！男塾 (１) - (２)
- THE 八犬伝 (１) - (３)
- 孔雀王 暗闇大魔王篇 (集英社)
- 西遊妖猿伝 (新潮社)
- 超龍戦記ザウロスナイト
- 花の慶次 - 雲のかなたに -
- プラチナ (ムービック)
- ANIMAL X (ムービック)
- マスターモスキートン’99 CDドラマ編 ますたー・OF・ばんぱいあ
- 超々学園アカデミニャン
- 悪霊狩り〜ゴースト・ハント (1) - (4)（1997年 - 1998年、ビクターエンタテインメント）

### 小説
- 大魔獣激闘　鋼の鬼（1987年、徳間アニメージュ文庫）
- ガンヘッド（1・2・正伝）（1989年、角川文庫）[注釈 15]
- 戦え!!イクサー1（上・下）（1989年、角川文庫）
- 孔雀王 魔霊録（1992年、集英社スーパーファンタジー文庫）
- フリーゲント（雑誌連載）
- ダンガイオー（雑誌連載）
- 南海奇皇（雑誌連載）
- ハイドジーン（雑誌連載）
- 超人機メタルダー「狼たちの宴」（『B-CLUB』掲載　三陽五郎名義） トップガンダーとクロスランダーの確執を描く。
- ラブひな 混浴厳禁（2001年、マガジンノベルス）
- UN-GO 因果論（2012年、ハヤカワ文庫JA）
- 超人幻想 神化三六年（2015年、ハヤカワ文庫JA、「ミステリマガジン」連載）

『吸血姫美夕』と『THE八犬伝』の小説は新刊案内にまで掲載されたが、発売されなかった。『機動戦艦ナデシコ』も発売中止になる。

### 漫画作品
- ダムド（猿渡哲也・画、三陽五郎名義）　原案協力（大畑晃一と連名）。
- 神火兵アビ（猿渡哲也・画、三陽五郎名義）　原作担当。
- 狼人同心（片山誠・画）　原作担当。
- 転生伝説バンガ （神崎 将臣・画　 会川 昇・脚本）

### ラジオ
- 波乗り!アニメジャーナル
  - アニメエクスタシー 〜波乗り!妄想系〜
- ぼくのマリー

### ゲーム
- グランヒストリア 〜幻史世界記〜（1995年、バンプレスト）
- 機動戦艦ナデシコ The blank of 3 years（1998年、セガ）